# Pandoras ask (musikalbum)
Pandoras ask är Kjell Höglunds 14:e och senaste studioalbum, utgivet 19 april 2006. Det producerades av Johan Johansson.
Albumet nådde 30:e plats på den svenska albumlistan (1 vecka). Det släpptes ej några ordinära singlar i samband med skivan, fast låten "Ett liv är kort" (spår 3) släpptes som promo-singel.
När Pandoras ask spelades in 2005 hade den då 60-årige Höglund så att säga slutat skriva låtar. Producent Johansson ska ha övertygat honom att ändå göra en sista skiva. De flesta låtarna på skivan hade skrivits flera år i förväg, t.ex. skrevs låten "Vargarnas värld" redan 1983. Ett fåtal låtar var dock nyskrivna, exempelvis skrevs titellåten "Pandoras ask" som en hymn till Höglunds fru Margaretha som gått bort 2001.

## Mottagande
Pandoras ask fick överlag positivt mottagande i pressen. Skivan mottog näst högsta betyg (4/5) i Göteborgs-Posten, Folkbladet Västerbotten, Arbetarbladet, Smålänningen och Dala-Demokraten. Dala-Demokraten beskrev den som "en stark och levande skiva som andas vitalitet." På studentwebbplatsen student.se fick skivan högsta betyg (5/5). Smålandsposten, Nerikes Allehanda och Vimmerby Tidning gav det medelbra betyget 3/5; Vimmerby tidning skrev att det "viktigaste är ändå de underfundiga, roliga och ack så tänkvärda texterna. Så det är bara att öppna Pandoras ask."

## Låtlista
Text och musik: Kjell Höglund.
1. "När tåget lämnar perrongen" - 4:54
2. "Drottningen av Saba" - 3:00
3. "Ett liv är kort" - 4:28
4. "Pandoras ask" - 4:30
5. "Kapitel 2" - 3:03
6. "Cromer" - 4:22
7. "Farväl till Syrakusa" - 2:44
8. "Gamla vänner" - 3:38
9. "En av kvinnorna" - 4:31
10. "Balladen om Kung Sune av Skottland" - 3:43
11. "Forskaren är fri" - 3:07
12. "Vargarnas värld" - 2:40
13. "Johnny Dandalero" - 4:34
14. "Lykttändargränd" - 4:03

## Medverkande
- Kjell Höglund - sång
- Ola Nyström - akustisk gitarr, elgitarr, mandolin
- Lars Engman Bax - bas
- Björn Rothstein - trummor
- Henrik Widén - piano, elgitarr
- Lalla Sandberg Hansson - kör
- Lotta Nilsson - kör
- Sanna Carlstedt - kör
- Johan Johansson - gitarr, percussion, fogsvans, barytongitarr & kör

## Listplaceringar
| Lista (2006) | Topplacering |
| ------------ | ------------ |
| Sverige      | 30           |